# Théorèmes de Joachimsthal
En géométrie, les théorèmes de Joachimsthal sont des résultats sur les intersections de courbes coniques démontrés par Ferdinand Joachimsthal.

## Théorème 1

Théorème de Joachimsthal : si un cercle intersecte une ellipse en quatre points, alors les angles formés par les quatre points ont une somme nulle modulo 2

Une ellipse centrée en O rencontre un cercle en quatre points distincts. Si on note θ1, ..., θ4 les angles à l'origin formés entre le grand axe de l'ellipse et le ie point, alors {\displaystyle \theta _{1}+\theta _{2}+\theta _{3}+\theta _{4}\equiv 0\mod 2\pi }.

## Théorème 2

Théorème de Joachimsthal : si du point P partent quatre normales à une ellipse, alors le point symétrique d'un des pieds des normales est sur le cercle circonscrit au triangle formé par les trois pieds.

On considère une ellipse de centre O, et un point P à l'intérieur de l'ellipse. De ce point P, on peut tracer quatre points sur l'ellipse qui sont les pieds de droites normales à l'ellipse. Alors, pour chacun de ces points, son symétrique par rapport à O est sur le cercle circonscrit au triangle formé par les trois autres pieds,.
Longchamps et Laguerre montreront aussi que le projeté orthogonal du centre de l'ellipse sur la droite tangente passant par ce point est aussi sur ce cercle.